# Брюккен (Биркенфельд)
Брюккен (нем. Brücken) — община в Германии, в земле Рейнланд-Пфальц.
Входит в состав района Биркенфельд. Подчиняется управлению Биркенфельд. Население составляет 1229 человек (на 31 декабря 2010 года). Занимает площадь 13,62 км².
Коммуна подразделяется на 2 сельских округа.